# Мютерджим Мехмед Рюшди-паша
Мехмед Рюшди-паша (тур. Mehmed Rüşdi Paşa, 1811—1882) по прозвищу «Мютерджим» («переводчик») — великий визирь Османской империи. Родом из Кавказа, по национальности кумык.

## Биография
Мехмед Рюшди родился в 1811 году в Аянджыке. После разгона янычарского корпуса вступил в армию. Так как он знал арабский и персидский языки, и изучал французский, то ему поручили переводить с французского военные наставления; именно там за ним и закрепилось прозвище «переводчик».
В 1851, 1855 и 1857 годах Мехмед Рюшди-паша занимал пост сераскира, впоследствии 5 раз был великим визирем при четырёх различных султанах; в последний раз это случилось, когда он уже был стар и болен, поэтому в пятый раз он был великим визирем всего одну неделю.